# Campionat de Mendoza de futbol
El Campionat de Mendoza de futbol és la màxima competició futbolística de la ciutat de Mendoza a la província de Mendoza. És organitzat per la Liga Mendocina de Fútbol des de 1922.

## Historial
- 1922: Gimnasia y Esgrima
- 1923: Gimnasia y Esgrima
- 1924: Independiente Rivadavia
- 1925: Independiente Rivadavia
- 1926: Independiente Rivadavia
- 1927: Independiente Rivadavia
- 1928: Independiente Rivadavia
- 1929: Independiente Rivadavia
- 1930: Palmira
- 1931: Gimnasia y Esgrima
- 1932: Independiente Rivadavia
- 1933: Gimnasia y Esgrima
- 1934: Argentino
- 1935: Independiente Rivadavia
- 1936: Independiente Rivadavia
- 1937: Gimnasia y Esgrima
- 1938: Independiente Rivadavia
- 1939: Gimnasia y Esgrima
- 1940: Independiente Rivadavia
- 1941: Argentino
- 1942: Argentino
- 1943: Argentino
- 1944: Godoy Cruz Antonio Tomba
- 1945: Independiente Rivadavia
- 1946: Andes Talleres
- 1947: Godoy Cruz Antonio Tomba
- 1948: Argentino
- 1949: Gimnasia y Esgrima
- 1950: Godoy Cruz Antonio Tomba
- 1951: Godoy Cruz Antonio Tomba
- 1952: Gimnasia y Esgrima
- 1953: Deportivo Maipú
- 1954: Godoy Cruz Antonio Tomba
- 1955: Andes Talleres
- 1956: Andes Talleres
- 1957: Boca Juniors de Bermejo
- 1958: Deportivo Maipú
- 1959: Argentino
- 1960: Independiente Rivadavia
- 1961: Independiente Rivadavia
- 1962: Independiente Rivadavia
- 1963: San Martín
- 1964: Gimnasia y Esgrima
- 1965: Independiente Rivadavia
- 1966: San Martín
- 1967: Independiente Rivadavia
- 1968: Godoy Cruz Antonio Tomba
- 1969: Gimnasia y Esgrima
- 1970: Independiente Rivadavia
- 1971: Andes Talleres
- 1972: Independiente Rivadavia
- 1973: San Martín
- 1974: Gimnasia y Esgrima
- 1975: San Martín
- 1976: Independiente Rivadavia
- 1977: Gimnasia y Esgrima
- 1978: Independiente Rivadavia
- 1979: San Martín
- 1980: Gimnasia y Esgrima
- 1981: Gimnasia y Esgrima
- 1982: Gimnasia y Esgrima
- 1983: Gimnasia y Esgrima
- 1984: Huracán Las Heras
- 1985: Deportivo Maipú
- 1986: Gimnasia y Esgrima
- 1987: San Martín
- 1988: Gutiérrez Sport Club
- 1989: Godoy Cruz Antonio Tomba
- 1990: Godoy Cruz Antonio Tomba
- 1991: Gimnasia y Esgrima
- 1992: San Martín
- 1992/93: Independiente Rivadavia
- 1993/94: Independiente Rivadavia
- 1995: Argentino
- 1996: Argentino
- 1997/98: Gimnasia y Esgrima
- 1998/99: Chacras de Coria
- 1999/00: Chacras de Coria
- 2000: Guaymallén
- 2001 (Ap.): Gimnasia y Esgrima
- 2001 (Cl.): Palmira
- 2001 (Anual): Gimnasia y Esgrima
- 2002 (Ap.): Lujan de Cuyo
- 2002 (Cl.): Guaymallén
- 2003 (Ap.): Palmira
- 2003 (Cl.): Deportivo Maipú
- 2003 (Anual): Deportivo Maipú
- 2004 Deportivo Guaymallén
- 2005 Deportivo Guaymallén
- 2006 Huracán Las Heras
- 2007 Huracán Las Heras
- 2008 Leonardo Murialdo
- 2009 Andes Talleres